# بخش تسوج
بخش تسوج غربی‌ترین بخش‌  در استان آذربایجان شرقی  و در منطقه شمال در یاچه ارومیه،   در شمال غربی ایران است.

## تقسیمات کشوری
- بخش تسوج
  - دهستان چهرگان
  - دهستان گونی غربی

شهرها:تسوج

## جمعیت
بنابر سرشماری مرکز آمار ایران، جمعیت بخش تسوج  در سال ۱۳۸۵ برابر با ۱۸٬۸۱۹ نفر بوده‌است. این در حالی است که جمعیت بخش تسوج در سال1375 برابر22415 نفر بوده‌است.